# En ros utsprungen (musikalbum)
En ros utsprungen utkom 1973 och är ett album med den kristne sångaren Artur Erikson . Samtliga sånger på skivan har anknytning till jul och advent.

## Låtlista

### Sida 1
1. Gören portarna höga
2. Det höras som vita vingars sus
3. Gå Sion din konung att möta
4. Bereden väg för Herran (Koralvariant från Boda)
5. En sång om Jesu mor
6. Det susar genom livets strid
7. Decembernatt

### Sida 2
1. Det är en ros utsprungen
2. De kallar honom Jesus
3. O Jesu Guds son
4. Det hände sig för länge sen (Mary's Boy Child)
5. Är det väl möjligt
6. Jord och himmel fröjden er
7. Stjärna som lyste